# Un self made man
Un self made man (titre original : By His Bootstraps) est une nouvelle de Robert A. Heinlein, parue pour la première fois en octobre 1941 dans la revue Astounding Stories. 

## Résumé
Alors qu'il essaie de terminer une thèse de doctorat relative au voyage dans le temps, Bob Wilson est interrompu par un personnage qui a surgi d'un cercle apparu dans la pièce. L'homme, qui lui semble familier et se présente sous le nom de Joe, affirme que le cercle est une porte du temps et que Bob devrait y entrer pour trouver la réponse à ses questions.  
Tandis que Bob hésite, un second personnage, qui ressemble fort à Joe, arrive par la porte du temps et conseille à Bob de ne pas entrer dans la porte. Une bagarre s'ensuit, au cours de laquelle Bob est assommé et traverse la porte. Quand il reprend conscience, il rencontre un vieil homme qui se présente comme Diktor et qui affirme à Bob qu'il se trouve trente mille ans dans l'avenir. 
Diktor décrit les hommes de l'avenir comme incapables de compétition, en raison de l'asservissement qu'ils ont subi de la part des extraterrestres qui ont construit la porte du temps. Il explique à Bob qu'il leur serait facile de devenir maîtres du monde, et que pour aider Diktor dans ce plan, Bob doit simplement traverser la porte et demander à l'homme qu'il trouvera de l'autre côté de traverser la porte à son tour. 
Bob traverse donc la porte, et se retrouve en fait dans sa propre chambre, derrière lui-même en train de rédiger sa thèse. Dans un état second, il se présente lui-même comme Joe, et vit une seconde fois la scène de la chambre, d'un nouveau point de vue cette fois. Lorsque, à la suite de l'intervention du troisième personnage, Bob passe à travers la porte, il se rend compte que le troisième personnage n'est autre qu'une version de lui-même qui vient de son avenir et qui semble en savoir plus et dit de se méfier de Diktor, mais refuse de donner des détails. 
Il retourne alors chez Diktor, à qui il exprime son mécontentement. Diktor tente de le calmer, et lui demande de repasser la porte et de rapporter un certain nombre de choses du passé. Bob marque son accord et retraverse la porte, et se retrouve à nouveau dans la chambre, mais cette fois dans le rôle du troisième personnage : énervé par les façons de Diktor et inquiet, il veut s'empêcher de passer la porte. Il vit donc la scène de la chambre une troisième fois. Après le départ des autres lui-mêmes, il se rend compte qu'il est libre maintenant de faire ce qu'il veut. 
Il achète les objets demandés par Diktor (livres, disques, etc) et passe à nouveau la porte vers la Terre de l'avenir. Une fois de l'autre côté, Diktor étant absent, il profite de la porte pour aller 10 ans en arrière. Utilisant les objets (notamment la musique), il prend alors la place de Diktor, et les années passent tandis qu'il attend que Diktor arrive. Mais un jour, alors que 10 ans ont passé, il voit arriver par la porte un Bob Wilson inconscient. Quand celui-ci se réveille, il se présente comme Diktor, et ferme la boucle.

## Une nouvelle très « heinleinienne »
Ce thème de boucles temporelles imbriquées sera encore pratiqué par Heinlein dans une autre très grande nouvelle : Vous les zombies (All You Zombies... - 1959).

## Édition en français
- Dans Le Livre d'or de la science-fiction : Robert Heinlein, Pocket no 5102, 1981,  (ISBN 2-266-00985-0), traduction de J.-P. Pugi.